# Mitarai Fujio

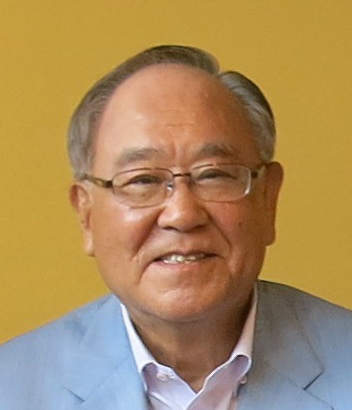
Mitarai Fujio

Mitarai Fujio (御手洗 冨士夫 (Ngự Thủ Tẩy Phú Sĩ Phu) sinh ngày 23 tháng 9 năm 1935, tại Kamae, Ōita) là chủ tịch thứ sáu của tập đoàn Canon và cũng là chủ tịch Liên đoàn Doanh nghiệp Nhật Bản. Ông đã học ngành luật tại Đại học Chūō, và giữ chức Chủ tịch Canon tại Hoa Kỳ cho đến năm 1989.

## Tiểu sử
- 1935, ngày 23 tháng 9: Ông ra đời tại Kamae, Ōita (nay là Saiki).
- 1961, tháng 3: Tốt nghiệp Đại học Chuo khoa Luật. Không đạt được mục tiêu trong việc học, tháng 4 năm đó ông tham gia lãnh đạo Canon cùng với người chú Takeshi Mitarai là một trong những người sáng lập nên công ty.
- 1979: Lên chức chủ tịch Canon USA.
- 1995: Được tái bổ nhiệm làm chủ tịch thứ sáu của công ty khi Hajime - chủ tịch trước đó của Canon và là em họ của Mitarai qua đời.
- 2006: Được bầu làm Chủ tịch Liên đoàn Doanh nghiệp Nhật Bản.
- 2010: Từ chức Chủ tịch Liên đoàn Doanh nghiệp Nhật Bản. Hiện ông là Chủ tịch danh dự.